# Margarethe Dyck
Margarethe Dyck (* 13. Dezember 1887 in Liebertwolkwitz; † 23. Juli 1956 in Dresden) war eine deutsche  Pädagogin und Politikerin (LDPD). Sie war von 1949 bis 1956 Abgeordnete der Volkskammer der DDR.

## Leben
Die Tochter eines Sparkassendirektors besuchte die Volksschule, die Höhere Mädchenschule, das Lehrerinnenseminar und die Universität Leipzig. Ihre Dissertation zum Dr. phil. legte sie 1922 an der Universität Leipzig zum Thema Zur häuslichen Erziehung im Deutschland des 18. Jahrhunderts ab, danach war sie Dozentin und Direktorin am Sozialpädagogischen Frauenseminar in Leipzig. Als Oberregierungsrätin kam sie 1929 nach Dresden. Nach dem Krieg 1945 arbeitete sie in der Landesverwaltung Sachsen, Bereich Volksbildung. Von Mai 1948 bis Dezember 1950 war sie Ministerialdirektorin und Leiterin der Hauptabteilung Hochschulen und wissenschaftliche Einrichtungen im Volksbildungsministerium des Landes Sachsen. 1951 trat sie in den Ruhestand.
Im Oktober 1945 schloss sie sich der Liberal-Demokratischen Partei Deutschlands (LDP, ab 1951 LDPD) an und wurde im Januar 1949 Mitglied Landesvorstandes Sachsen. Auf dem III. Parteitag der LDP im Februar 1949 wurde sie als Beisitzer in den Zentralvorstand der LDP gewählt, dem sie bis zu dessen Neuwahl am 31. Mai 1953 angehört hat. Am 20. August 1952 wurde Dyck Mitglied des Bezirksvorstandes Dresden der LDPD, seit dem 3. März 1953 war sie stellvertretende Vorsitzende des Bezirksvorstandes Dresden der LDPD. Im Februar 1954 trat sie mit dem Status eines Hilfsredakteurs in die Redaktion des Dresdener LDPD-Organs Sächsisches Tageblatt ein, wo sie die Funktion eines Politischen Beraters des jeweiligen Chefredakteurs ausübte. 
Dyck gehörte 1947 zu den Gründerinnen des Demokratischen Frauenbund Deutschlands (DFD) im Land Sachsen und war Mitglied des ersten DFD-Landesvorstandes 1947. Seit dem 12. September 1952 gehörte Dyck dem Bezirksausschuss Dresden der Nationalen Front und seit dem 14. Februar 1954 dem Präsidialrat des Kulturbundes zur demokratischen Erneuerung Deutschlands an. Seit dem 5. November 1952 war sie Vorsitzende des Bezirksvorstandes Dresden der Deutschen Gemeinschaft zum Schutze der Kinder. Am 2. Dezember 1954 wurde sie auf der 4. Tagung des Deutschen Frauenrates der DDR zum Mitglied des ständigen Präsidiums gewählt.
Dyck arbeitete in der Volkskongressbewegung seit deren Gründung im Jahr 1947 mit und wurde auf dem 2. und 3. Deutschen Volkskongreß (18. März 1948 und 29./30. Mai 1949) als Mitglied der Arbeitsgemeinschaft der LDP in den Deutschen Volksrat gewählt. Bei dessen Umbildung zur Provisorischen Volkskammer der DDR am 7. Oktober 1949 wurde sie Abgeordnete des Parlaments. Sie gehörte der LDP/LDPD-Fraktion an. Von 1950 bis 1954 gehörte sie dem Ausschuss für Volksbildung, von 1954 bis zu ihrem Tode 1956 dem Ausschuss für allgemeine Angelegenheiten an. Sie war in beiden Wahlperioden die älteste weibliche Abgeordnete der Volkskammer. 
Margarethe Dyck starb nach langer schwerer Krankheit im Alter von 68 Jahren.

## Auszeichnungen
- 1950 Ehrentitel Aktivist
- 1954 Vaterländischer Verdienstorden in Bronze
- 1954 Carl-Friedrich-Wilhelm-Wander-Medaille

## Werke
- (zusammen mit Hedwig Stieve): Ein Tag aus dem Leben der Wohlfahrtspflegerin. Ausbildung und Praxis. Verlag für Kulturpolitik, Berlin 1926.